# Certosa della Trinità
Die Certosa della Trinità (Kartause der Dreifaltigkeit) ist ein Nonnenkloster des kontemplativen Kartäuserordens in der Nähe von Dego in der Provinz Savona in Italien.
Das Kloster ist eines von drei bestehenden Kartäuserklöster Italiens und die einzige Kartause des Landes für Nonnen.

## Geschichte
Die Kartause wurde ab 1994 errichtet, um Nonnen zu beherbergen, die aus den Kartausen von Giaveno (1994 geschlossen) und Vedana (2014 geschlossen) kamen. Das in dem abgelegenen Ortsteil Cà Bulin gelegene Kloster wurde 1996 geweiht und besteht bis heute.